# سليم سعادة
سليم عبد الله سعادة، سياسي لبناني، متخصص في الاقتصاد وعضو في الحزب السوري القومي الاجتماعي. شغل منصب مدير إدارة التخطيط في شركة TMA اللبنانية. في عام 1992 انتخب عضوا في البرلمان اللبناني، عن المقعد الروم الأرثوذكس في قضاء الكورة. ولم يحالفه الحظ في انتخابات عام 1996. ولكنه انتخب للمرة الثانية في انتخابات عام 2000 وخدم حتى عام 2005.